# Trichogaster lalius
Trichogaster lalius (Hamilton, 1822), conosciuto comunemente come Gourami nano, è un pesce d'acqua dolce appartenente alla famiglia degli Osphronemidae, sottofamiglia Luciocephalinae.

## Distribuzione e habitat
Questa specie è diffusa nel Subcontinente indiano (India e Bangladesh) e in Pakistan, dove abitano acque lente di ruscelli, laghi e fiumi, con molta vegetazione.

## Descrizione
Il corpo è ovale, molto compresso sui lati e raggiunge una lunghezza massima di 8,8 cm; è la specie più piccola del suo genere. Ad eccezione delle pinne pelviche, filiformi, le pinne sono degli stessi colori del corpo e abbastanza ampie. La pinna caudale può avere il margine frastagliato, ma spesso è arrotondata.
Il dimorfismo sessuale è molto marcato: le femmine sono grigio-argento, mentre i maschi hanno una colorazione a strisce azzurre e rosse verticali. Delle differenze si notano anche nella forma della pinna dorsale.
Questo pesce è dotato di un organo chiamato "labirinto" che gli permette di respirare l'aria e di sopravvivere quindi in acque povere di ossigeno.

### Varietà in acquariofilia
La selezione operata dall'uomo ha permesso la creazione di sgargianti varietà di maschi, blu, rossi e striati. Nella varietà blu cobalto il maschio è dotato di intense strisce rosse sui fianchi e sulle pinne, mentre la femmina presenta una livrea più anonima ma comunque brilla di blu iridescente.
| Nome       | Descrizione | Immagine |
| ---------- | --- | -------- |
| Arcobaleno | Testa beige, strisce azzurre e rosse molto vivide                                                                                                |          |
| Blu        | Corpo blu-azzurro è verderame con riflessi metallici, solcato verticalmente da sottili linee rosse, poco visibili. Le pinne sono rolate di rosso |          |
| Rossa      | Testa beige, corpo rosso-arancio. La pinna dorsale è azzurra.                                                                                    |          |

## Biologia

### Comportamento
Sono pesci tranquilli, ma i maschi tendono all'aggressività per la difesa del territorio e dei piccoli nel periodo riproduttivo.

### Riproduzione
Come le altre specie della famiglia, i Gourami nani costruiscono un nido di bolle dove la femmina deporrà le uova (fino a 600) che il maschio feconderà poco dopo. I genitori cureranno la prole fino a qualche ora dopo la schiusa.

## Conservazione
Viene classificato come "a rischio minimo" (LC) dalla lista rossa IUCN perché anche se è pescato frequentemente per essere allevato in acquario è una specie comune.

## Acquariofilia
T. lalius è una delle specie di Osphronemidae più apprezzate e diffuse in commercio, grazie alla bellezza della livrea e la facilità di allevamento e di riproduzione in cattività. 
Essendo un Anabantide, il Trichogaster lalius deve essere necessariamente allevato in un acquario chiuso, così da mantenere l'aria sopra l'acqua umida e calda. In tal modo, si evita di danneggiare il tipico organo Labirinto.